# Dicranum orientale
Dicranum orientale là một loài rêu trong họ Dicranaceae. Loài này được F. Weber D. Mohr mô tả khoa học đầu tiên năm 1806.